# Synagoge (Baden AG)

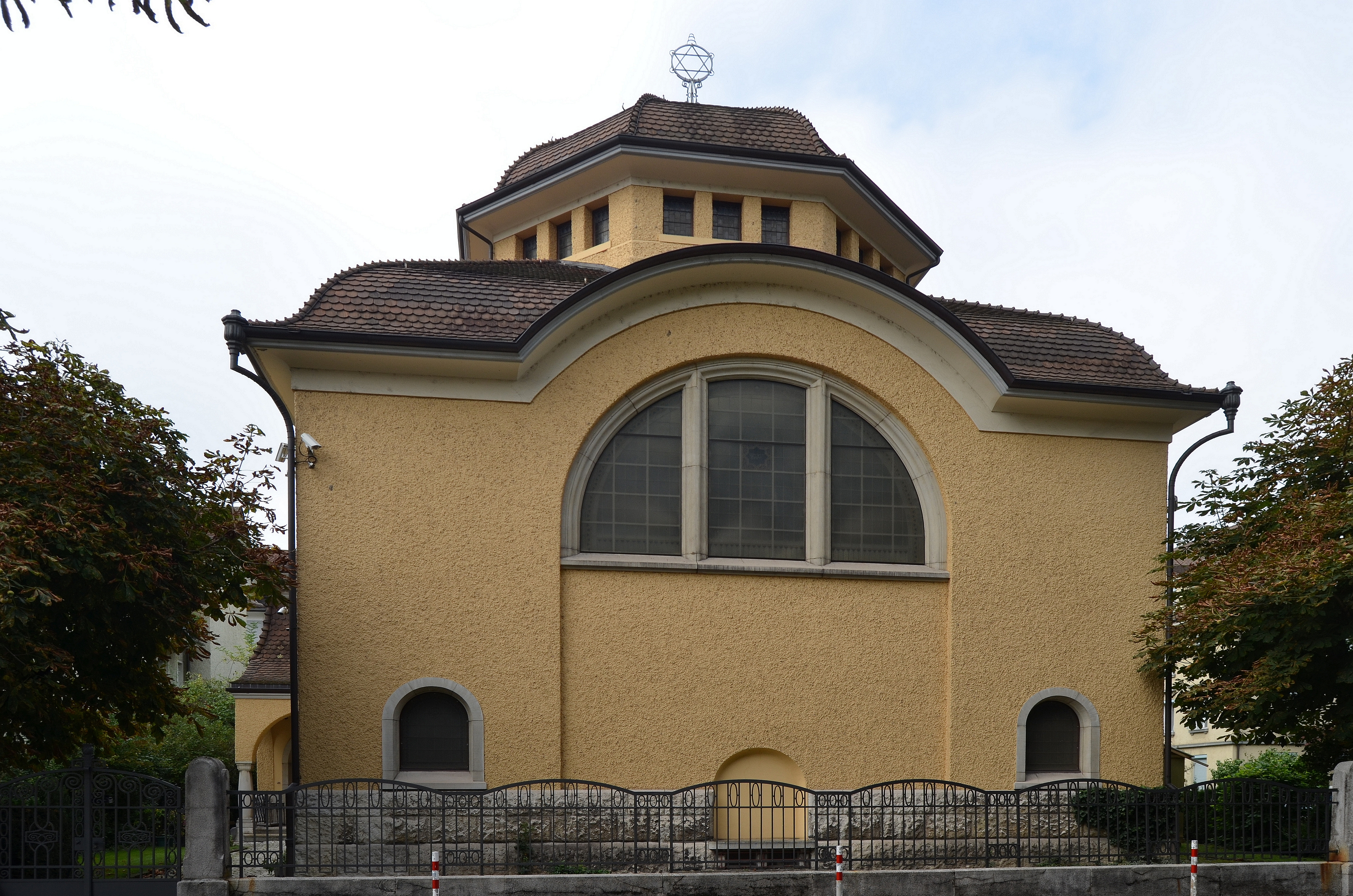
Synagoge in Baden

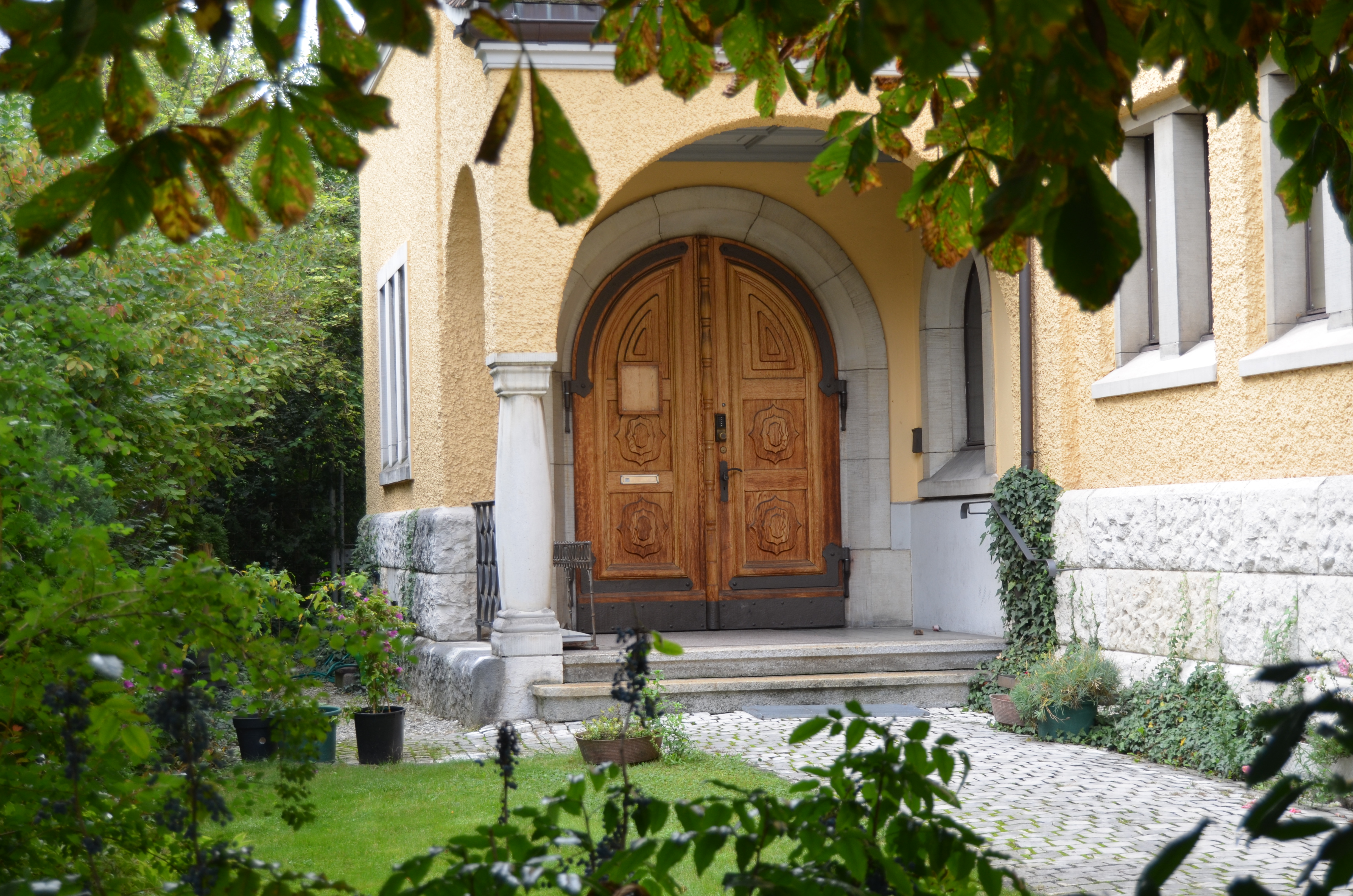
Portal

Die Synagoge in Baden im Kanton Aargau in der Schweiz wurde 1912/13 errichtet. Die Synagoge an der Parkstrasse 17 steht als Kulturgut von nationaler Bedeutung unter Denkmalschutz.

## Geschichte
Seit 1904 gab es verschiedene Ideen, eine neue Synagoge in der Stadt zu bauen. Im Dezember 1911 kaufte die jüdische Gemeinde Baden ein Grundstück an der Parkstrasse gegenüber dem Kurhaus Baden. Mehrere Architekten bewarben sich um die Ausführung des Synagogenbaus. Der Badener Architekt Otto Dorer (1851–1920) erhielt den Auftrag. Er entwarf mit seinem Partner Adolf Füchslin (1850–1925) einen Zentralbau mit grossen halbkreisförmigen Fenstern und einem reich geschmückten Innenraum. Die Einweihung der Synagoge erfolgte am 2. September 1913.